# Beta Corvi
Beta Corvi is een ster in het sterrenbeeld Raaf.
De ster staat ook bekend als Kraz. Beta Corvi is waarschijnlijk ongeveer 206 miljoen jaar oud.